# American Idiot World Tour
L'American Idiot World Tour è una tournée che i Green Day hanno intrapreso tra il 2004 e il 2005 in seguito all'uscita dell'opera rock American Idiot.
Il tour iniziò al Grand Olympic Auditorium di Los Angeles nel 2004 e terminò al Etihad Stadium di Melbourne; per un totale di 161 concerti molti dei quali furono eseguiti in Asia, Oceania e al Reading Festival.

## Scaletta
1. American Idiot
2. Jesus of Suburbia
3. Holiday
4. Are We The Waiting
5. St. Jimmy
6. Longview
7. Hitchin' a Ride
8. Brain Stew
9. Jaded
10. Knowledge
11. Basket Case
12. She
13. King For a Day/Shout
14. Wake Me Up When September Ends
15. Minority
  - Encore:
16. Maria
17. Boulevard of Broken Dreams
18. Homecoming
19. We Are the Champions
20. Good Riddance (Time of Your Life)

## Registrazioni ufficiali
- Bullet in a Bible (DVD/CD) (dalle date del National Bowl di Milton Keynes, 18-19 giugno 2005)